# ノルボルナジエン
ノルボルナジエン（英:Norbornadiene）は、有機化合物である。この二環式の炭化水素は、ノルボルナンとノルボルネンから誘導される最も安定したジオレフィンである。ノルボルナジエンは、均一系触媒における配位子として主に関心が持たれたが、その高い反応性や異性化できないジエンとしての独特の構造的な特性により盛んに研究されている。

## 合成
ノルボルナジエンは、シクロペンタジエンとアルキンとの間でディールス・アルダー反応を経由して形成される。

## 反応
クアドリシクランは、アセトフェノンのような増感剤が存在する場合に光反応によりノルボルナジエンから得られる構造異性体である。